# Otilino Tenorio
Otelino George Tenorio Bastidas (Guayaquil, 1 de fevereiro de 1980 - 7 de maio de 2005) foi um futebolista equatoriano.
Apesar de seu primeiro nome possuir a letra E, seus amigos o chamavam com a mesma trocada pelo I, daí o fato dele ser comumente chamado de Otilino. Sua carreira iniciou-se em 1998, no Emelec, clube onde jogaria por mais tempo, e se tornou ídolo (1998-2001 e 2002-2003).
Teve curtas passagens por Santa Rita e Al-Nassr (Arábia Saudita) - único clube do exterior que defendeu - até retornar ao seu país, desta vaz para jogar no El Nacional.
Era conhecido por sua facilidade em marcar gols, principalmente no Emelec. Seu último tento na carreira foi justamente contra o seu clube de coração, marcado ao serviço do El nacional, em 17 de abril de 2005.

## Apelido
Mesmo tendo também os apelidos de Oti e Otigol, era popularmente chamado de Homem-Aranha. As comemorações de Otilino eram feitas com uma máscara do super-herói da Marvel. Tal gesto foi copiado por Iván Kaviedes, que o homenageou após marcar um gol contra a Costa Rica, na Copa de 2006. A diferença é que Kaviedes usou uma máscara amarela na comemoração.

## Morte
Em 7 de maio de 2005, Otilino Tenorio viajava para fazer uma visita à família quando bateu seu carro contra um caminhão que transportava combustível, entre as cidades de Santo Domingo de los Colorados e Quevedo. O atleta morreu na hora, com apenas 25 anos de idade.

## Seleção
Otigol estreou na Seleção Equatoriana em 2002, logo após a Copa da Coreia do Sul e do Japão, em partida contra a Costa Rica. Foram 13 partidas e cinco gols marcados.